# Leptocera subtinctipennis
Leptocera subtinctipennis är en tvåvingeart som först beskrevs av Enrico Adelelmo Brunetti 1913.  Leptocera subtinctipennis ingår i släktet Leptocera och familjen hoppflugor. Inga underarter finns listade i Catalogue of Life.